# Seleção Argentina de Futebol Sub-20
A Seleção Argentina de Futebol Sub-20, também conhecida por Argentina Sub-20, é a seleção Argentina de futebol formada por jogadores com idade inferior a 20 anos.

## Títulos

### Mundial
- Copa do Mundo: 6 (Japão 1979, Qatar 1995, Malásia 1997, Argentina 2001, Países Baixos 2005 e Canadá 2007)

### Continentais
- Sul-Americano: 5 (1967,  1997, 1999, 2003 e 2015)

### Torneio Internacional
- Torneio Internacional de Toulon: 2 (1975 e 1998)